# Veronica Cochelea
Veronica Cochelea, född den 15 november 1965 i Voineşti i Rumänien, är en rumänsk roddare.
Hon tog OS-guld i åtta med styrman i samband med de olympiska roddtävlingarna 2000 i Sydney.